# Jack LaSota
John A. „Jack“ LaSota junior (* 19. Oktober 1941 in Paterson, New Jersey) ist ein US-amerikanischer Jurist und Politiker (Demokratische Partei).

## Werdegang
John A. LaSota junior wurde 1941 im Passaic County geboren. Seine Kindheit war vom Zweiten Weltkrieg überschattet. Er besuchte das Claremont Men’s College in Kalifornien. Danach ging er auf die Arizona State University. Er studierte Jura an der University of Arizona, wo er 1966 seinen Bachelor of Laws machte. Er war Stipendiat der Ford Foundation. 1967 machte er einen Abschluss an der Northwestern University (UI) in Illinois. Er war dann als Justitiar für das Police Department in Phoenix (Maricopa County) tätig. Von 1973 bis 1975 hatte er eine Anstellung als Assistant Dean und Associate Professor an der Arizona State University. LaSota war von 1975 bis 1978 und 1979 Chief Assistant Attorney General von Arizona. Nach dem Rücktritt von Bruce Babbitt von seinem Posten als Attorney General von Arizona wurde LaSota im März 1978 zu dessen Nachfolger ernannt. Er bekleidete den Posten bis Ende des Jahres 1978. Von 1984 bis 1986 war er Stabschef des Gouverneurs von Arizona Bruce Babbitt. LaSota betrieb 25 Jahre lang eine Anwaltspraxis. 1989 wurde er zum Richter pro Tempore am Superior Court vom Maricopa County ernannt.